# Giuliano Figueras
Giuliano Figueras (Arzano, Nápoles, 24 de enero de 1976) es un antiguo ciclista italiano.

## Biografía
Giuliano Figueras debutó como profesional en 1998 y fue considerado como una de las grandes promesas del ciclismo italiano después de haberse proclamado campeón del mundo sub-23 en 1996. Confirma su potencial en sus tres primeras temporadas profesionales con un tercer puesto en la Clásica de San Sebastián (1999) y un segundo puesto en el Giro de Lombardía. Se retiró en 2007.

## Palmarés
| 1995 - 3.º en el Campeonato Europeo en Ruta sub-23 1996 - Coppa Caivano - Giro de las Regiones - Trofeo Zssdi - 1 etapa del Girobio - Campeonato Mundial en Ruta sub-23 1997 - Trofeo Gianfranco Bianchin - 1 etapa del Giro del Valle de Aosta - 1 etapa del Gran Premio Guillermo Tell 1998 - 1 etapa del Tour de Langkawi 1999 - 1 etapa de la Setmana Catalana - 1 etapa de la Vuelta al País Vasco - 1 etapa del Tour de Romandía - Memorial Rik Van Steenbergen - 1 etapa del Tour de Valonia | 2000 - G. P. Chiasso 2001 - Giro del Veneto 2002 - Giro de los Apeninos 2003 - G. P. Chiasso 2004 - Settimana Coppi e Bartali 2006 - 1 etapa del Brixia Tour - Giro de Lazio |

## Resultados en Grandes Vueltas y Campeonatos del Mundo
Durante su carrera deportiva consiguió los siguientes puestos en las Grandes Vueltas y en los Campeonatos del Mundo en carretera:
| Carrera         | Carrera         | 1998 | 1999 | 2000 | 2001 | 2002 | 2003 | 2004 | 2005 | 2006 | 2007 |
| --------------- | --------------- | ---- | ---- | ---- | ---- | ---- | ---- | ---- | ---- | ---- | ---- |
|                 | Giro de Italia  | —    | 36.º | Ab.  | 10.º | —    | 28.º | Ab.  | —    | —    | —    |
|                 | Tour de Francia | —    | —    | —    | —    | —    | —    | —    | —    | —    | —    |
|                 | Vuelta a España | 56.º | —    | —    | 29.º | —    | —    | —    | Ab.  | —    | —    |
| Mundial en Ruta | Mundial en Ruta | —    | —    | —    | 7.º  | —    | —    | —    | —    | —    | —    |

—: no participa

Ab.: abandono